# Jacobus Cornelius Kapteyn

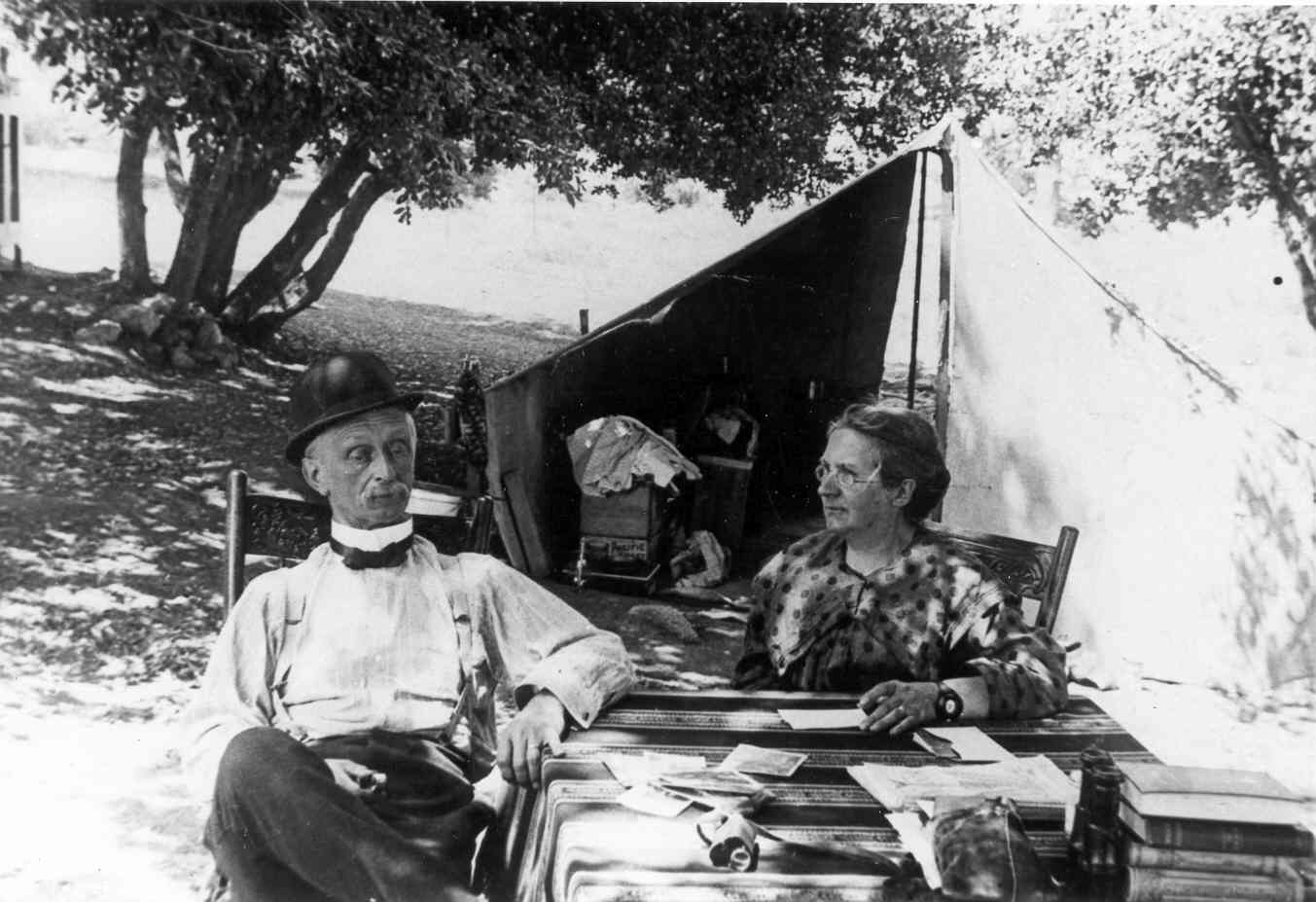
Kapteyn met zijn echtgenote Catharina Elsiabeth (Elise) Kalshoven voor hun tent tijdens Kapteyns tweede verblijf aan het Mount Wilson-observatorium, Pasadena, Californië, juli-oktober 1909

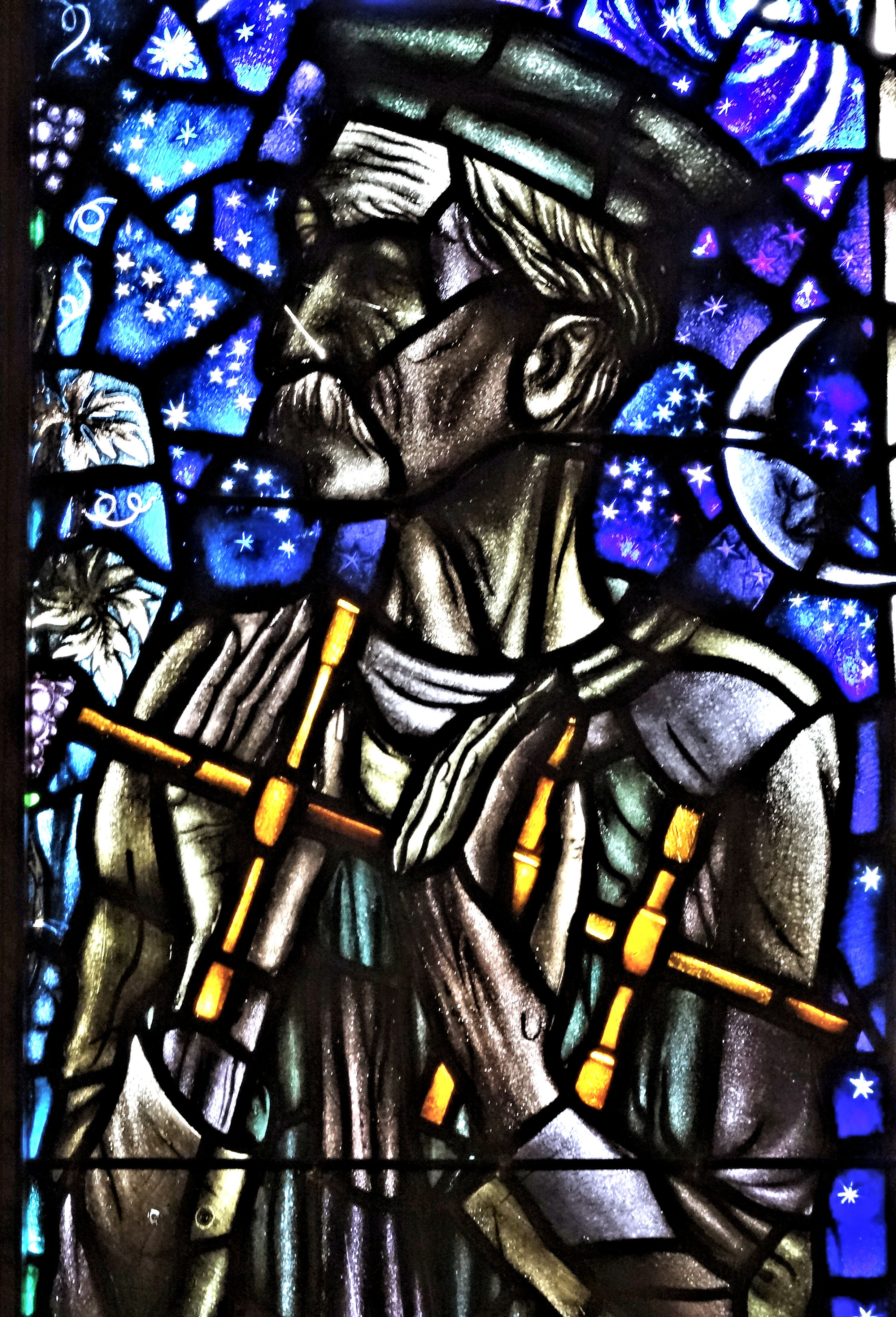
Kapteyn op een van de gedenkramen in het Groningse Academiegebouw

Jacobus Cornelius Kapteyn (Barneveld, 19 januari 1851 – Amsterdam, 18 juni 1922) was een Nederlands astronoom.

## Levensloop
Kapteyn werd geboren als zoon van de schoolmeester  Gerrit Jacobus Kapteyn (1812-1879) en diens echtgenote Elisabeth Cornelia Koomans (1814-1896). Hij was de broer van Willem Kapteyn.
Al op jeugdige leeftijd gaf hij blijk van een grote interesse in natuurkunde en in 1868, toen hij zeventien jaar oud was, ging hij in Utrecht wis- en natuurkunde studeren. Hij promoveerde in 1875 (magna cum laude) bij Cornelius Hubertus Carolus Grinwis op een proefschrift getiteld Onderzoek der trillende platte vliezen. In 1877 werd hij de eerste hoogleraar sterrenkunde en theoretische mechanica aan de Rijksuniversiteit Groningen.
Van 1890 tot 1891 was hij Rector magnificus van de Groningse Universiteit. 
Omdat hij in Groningen geen observatorium kon realiseren, zocht hij contact met de sterrenwacht in Kaapstad. Samen met directeur David Gill stelde hij een catalogus (onder de naam The Cape Photographic Durchmusterung for the equinox 1875) samen van meer dan 450.000 sterren aan het zuidelijk halfrond. Hij gebruikte daarbij een speciaal parallactisch instrument.
Kapteyn was de grondlegger van de internationaal befaamde Nederlandse School van de astronomie van de Melkweg. 
Kapteyn kreeg verder bekendheid vanwege zijn studie naar de eigenbeweging van sterren. Hij ontdekte dat er twee stromen, tegengesteld aan elkaar, waren. Dit was de basis voor het bewijs dat de Melkweg roteert. Dit bewijs werd uitgewerkt door Bertil Lindblad en Jan Hendrik Oort. In 1897 ontdekte Kapteyn een rode dwergster op een afstand van 12,8 lichtjaar, met een zeer grote eigenbeweging. Die ster werd naar hem vernoemd: de Ster van Kapteyn.
Om de Melkweg goed in kaart te brengen lanceerde hij in 1906 zijn Plan of Selected Areas. Daarin stelde hij voor om de sterrenhemel te verdelen in 206 gebieden plus 46 gebieden in het vlak van de Melkweg. Verschillende gebieden zouden dan bestudeerd worden door verschillende sterrenwachten over de hele wereld. Van de te bestuderen sterren zouden dan de magnitude, de eigenbeweging, parallax en spectraalklasse bepaald worden. Dit plan werd enthousiast ontvangen en betekende de eerste belangrijke internationale astronomische samenwerking.
Vlak voor zijn dood verscheen de neerslag van zijn levenswerk onder de titel First attempt at a theory of the arrangement and motion of the sidereal system in het tijdschrift Astrophysical Journal.
Hierin werden de resultaten van dit astrometrische onderzoek beschreven. De Melkweg werd hierin beschreven als een lensvormig stelsel, waarvan de dichtheid vanaf het centrum steeds minder werd. De omvang werd geschat op 40.000 lichtjaar, de afstand van de zon tot het centrum bedroeg zo'n 2000 lichtjaar. In het onderzoek werd echter geen rekening gehouden met de absorptie van het licht door interstellair stof. Om deze reden werd later de omvang vastgesteld op 100.000 lichtjaar en de afstand van de zon tot het centrum 30.000 lichtjaar.
Kapteyn werd in 1921 opgevolgd door zijn assistent Pieter van Rhijn. Hij stierf in 1922 op 71-jarige leeftijd in het huis van zijn schoonzoon Ejnar Hertzsprung te Amsterdam.
Van 1910 tot 1918 woonde Kapteyn aan de Ossenmarkt 6 in Groningen. In de gevel van het pand zit sinds 1999 een gedenksteen met daarop de tekst: Quand on n'a pas ce qu'on aime, il faut aimer ce qu'on a. Deze spreuk kan in het Nederlands vertaald worden met: Als je niet hebt waar je van houdt, moet je houden van wat je hebt.

## Eerbewijzen
In 1902 kreeg Kapteyn de Gouden medaille van de Royal Astronomical Society. 
In 1913 ontving Kapteyn zowel de James Craig Watson Medal als de Bruce Medal, de hoogste internationale onderscheiding voor astronomen, toegekend door de Astronomical Society of the Pacific.
Hij ontving in 1915 de orde Pour le Mérite.
Het Kapteyn Instituut in Groningen is naar hem vernoemd, evenals De Kapteyn Sterrenwacht in Roden. De sterrenwacht was voorzien van een 60 cm spiegel-telescoop (later verplaatst naar het Planetron) en maakte deel uit van de RUG. 
De Kapteynstraat in Amsterdam, Leiden, Hilversum, Eindhoven en Noordwijk, de Kapteynweg in Dordrecht, de J.C. Kapteynlaan in Groningen, en de Kapteynlaan in Veldhoven en Dronten zijn naar hem vernoemd. 
Kapteyn is met het Melkwegstelsel afgebeeld op de gedenkramen in het Academiegebouw van de universiteit. 
Planetoïde (818) Kapteynia draagt zijn naam, evenals de maankrater Kapteyn aan de oostrand van de Maan en de Ster van Kapteyn.
De 1-meter Jacobus Kapteyn Telescope op het Observatorium Roque de los Muchachos is naar hem vernoemd.

## Promovendi van Kapteyn[8]
- 1901: Willem de Sitter: Discussion of Heliometer Observations of Jupiter's Satellites
- 1908: Herman Weersma:  A Determination of the Apex of the Solar Motion According to the Method of Bravais
- 1909: Lambertus Yntema: On the Brightness of the Sky and the Total Amount of Starlight; an Experimental Study
- 1914: Etine Imke Smid: Bepaling der eigenbeweging in Rechte Klimming en Declinatie van 119 sterren (eerste vrouw in Nederland gepromoveerd in de sterrenkunde)[9]
- 1915: Pieter van Rhijn: Derivation of the Change of Colour with Distance and Apparent Magnitude Together with a New Determination of the Mean Parallaxes of the Stars with Given Magnitude and Proper Motion
- 1916: Samuel Cornelis Meyering: On the Systematic Motions of the K-Stars
- 1918: Willem Schouten: On the Determination of the Principal Laws of Statistical Astronomy
- 1920: Gerard Hendrik ten Bruggen Cate (later Ten Bruggencate): Determination and Discussion of the Spectral Classes of 700 Stars Mostly Near the North Pole

Adriaan van Maanen promoveerde in 1911 bij Albert Antonie Nijland aan de Rijksuniversiteit Utrecht op het proefschrift The Proper Motions of 1418 Stars in and near the Clusters h and χ Persei, maar beschouwde zich als student van Kapteyn. Kapteyns student Jan Oort promoveerde in 1926 bij van Rhijn in Groningen op  The Stars of High Velocity.

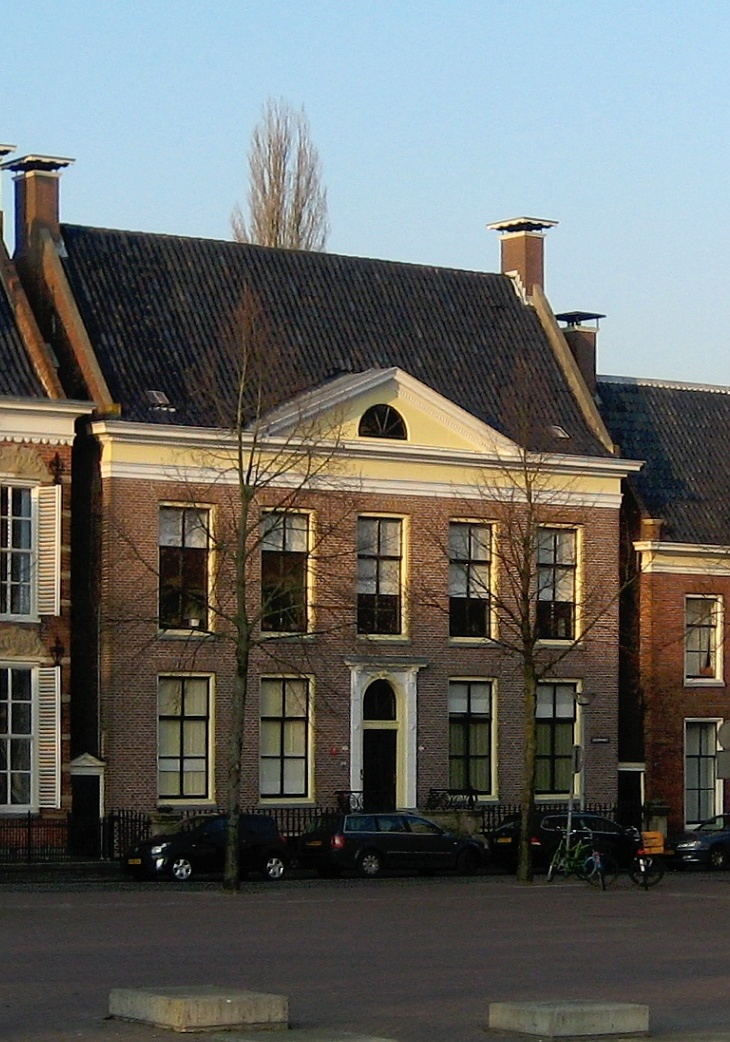
Woonhuis van Kapteyn, Ossenmarkt 6, Groningen (2011)